# Thumby
Thumby (duń. Tumby) – miejscowość i gmina w Niemczech, w kraju związkowym Szlezwik-Holsztyn, w powiecie Rendsburg-Eckernförde, wchodzi w skład urzędu Schlei-Ostsee.

## Współpraca
- Süderholz, Meklemburgia-Pomorze Przednie[1]